# مارکس آلباک
مارکس آلباک (سوئدی: Marcus Allbäck؛ زادهٔ ۵ ژوئیهٔ ۱۹۷۳) یک بازیکن فوتبال اهل سوئد است.

## تیم ملی
وی همچنین در تیم ملی فوتبال سوئد بازی کرده‌است.